# (8083) Mayeda
(8083) Mayeda (1988 VB) – planetoida z pasa głównego asteroid okrążająca Słońce w ciągu 4,67 lat w średniej odległości 2,79 au. Odkryta 1 listopada 1988 roku.